# Tanzania op de Olympische Zomerspelen 2008
Tanzania nam deel aan de Olympische Zomerspelen 2008 in Peking, China.
Tanzania debuteerde op de Zomerspelen in 1964 en deed in 2008 voor de elfde keer mee. Tanzania won op eerdere Zomerspelen twee medailles. Deze (zilveren) medailles werden in 1980 in de atletiek behaald.

## Deelnemers en resultaten
(m) = mannen, (v) = vrouwen 
| Sport    | Olympiër                  | Discipline    | Resultaat | Prestatie                        |
| -------- | ------------------------- | ------------- | --------- | -------------------------------- |
| Atletiek | Samwel Mwera              | 800 m (m)     | series    | serie 3: 1.50,67 (7e; 54e tijd)  |
| Atletiek | Fabiano Joseph Naasi      | 10.000 m (m)  | 9e        | 27.25,33                         |
| Atletiek | Dickson Marwa Mkami       | 10.000 m (m)  | 14e       | 27.48,03                         |
| Atletiek | Samwel Shauri             | 10.000 m (m)  | 21e       | 28.06,26                         |
| Atletiek | Samson Ramadhani          | marathon (m)  | 55e       | 2:25.03                          |
| Atletiek | Getuli Bayo               | marathon (m)  | dnf       | niet gefinisht                   |
| Atletiek | Zakia Mrisho Mohamed      | 5000 m (v)    | series    | serie : 15.24,28 (12e; 23e tijd) |
| Zwemmen  | Khalid Yahya Rushaka      | 50 m vrij (m) | series    | serie 3: 28,50 (3e; 83e tijd)    |
| Zwemmen  | Magdalena Ruth Alex Moshi | 50 m vrij (v) | series    | serie 3: 31,37 (6e; 77e tijd)    |

⇒ Mohamed Ikoki Msandeki die voor de marathon was ingeschreven nam niet aan de wedstrijd deel.
Afghanistan · Albanië · Algerije · Amerikaanse Maagdeneilanden · Amerikaans-Samoa · Andorra · Angola · Antigua en Barbuda · Argentinië · Armenië · Aruba · Australië · Azerbeidzjan · Bahama's · Bahrein · Bangladesh · Barbados · België · Belize · Benin · Bermuda · Bhutan · Bolivia · Bosnië en Herzegovina · Botswana · Brazilië · Britse Maagdeneilanden · Bulgarije · Burkina Faso · Burundi · Cambodja · Canada · Centraal-Afrikaanse Republiek · Chili · China · Chinees Taipei · Colombia · Comoren · Congo-Brazzaville · Congo-Kinshasa · Cookeilanden · Costa Rica · Cuba · Cyprus · Denemarken · Djibouti · Dominica · Dominicaanse Republiek · Duitsland · Ecuador · Egypte · El Salvador · Equatoriaal-Guinea · Eritrea · Estland · Ethiopië · Fiji · Filipijnen · Finland · Frankrijk · Gabon · Gambia · Georgië · Ghana · Grenada · Griekenland · Groot-Brittannië · Guam · Guatemala · Guinee · Guinee‑Bissau · Guyana · Haïti · Honduras · Hongarije · Hongkong · Ierland · IJsland · India · Indonesië · Irak · Iran · Israël · Italië · Ivoorkust · Jamaica · Japan · Jemen · Jordanië · Kaaimaneilanden · Kaapverdië · Kameroen · Kazachstan · Kenia · Kirgizië · Kiribati · Koeweit · Kroatië · Laos · Lesotho · Letland · Libanon · Liberia · Libië · Liechtenstein · Litouwen · Luxemburg · Macedonië · Madagaskar · Malawi · Malediven · Maleisië · Mali · Malta · Marshalleilanden · Marokko · Mauritanië · Mauritius · Mexico · Micronesië · Moldavië · Monaco · Mongolië · Montenegro · Mozambique · Myanmar · Namibië · Nauru · Nederland · Nederlandse Antillen · Nepal · Nicaragua · Nieuw-Zeeland · Niger · Nigeria · Noord-Korea · Noorwegen · Oeganda · Oekraïne · Oezbekistan · Oman · Oostenrijk · Oost‑Timor · Pakistan · Palau · Palestina · Panama · Papoea-Nieuw-Guinea · Paraguay · Peru · Polen · Portugal · Puerto Rico · Qatar · Roemenië · Rusland · Rwanda · Saint Kitts en Nevis · Saint Lucia · Saint Vincent en Grenadines · Salomonseilanden · Samoa · San Marino · Sao Tomé en Principe · Saoedi-Arabië · Senegal · Servië · Seychellen · Sierra Leone · Singapore · Slovenië · Slowakije · Soedan · Somalië · Spanje · Sri Lanka · Suriname · Swaziland · Syrië · Tadzjikistan · Tanzania · Thailand · Togo · Tonga · Trinidad en Tobago · Tsjaad · Tsjechië · Tunesië · Turkije · Turkmenistan · Tuvalu · Uruguay · Vanuatu · Venezuela · Verenigde Arabische Emiraten · Verenigde Staten · Vietnam · Wit-Rusland · Zambia · Zimbabwe · Zuid-Afrika · Zuid-Korea · Zweden · Zwitserland
Uitgesloten van deelname: Brunei